# Zita Wauters
Zita Wauters (25 oktober 2004) is een Vlaamse actrice en presentatrice.

## Loopbaan
Zita Wauters begon haar carrière in de entertainmentsector met een rol in de musical Kadanza Together. Ze verwierf verdere bekendheid door haar deelname aan diverse televisieprogramma’s, waaronder Dierendetectives en Het gala van de gouden K’s, waar ze in 2020 als presentatrice optrad. In 2024 nam ze deel aan het vierde seizoen van The Masked Singer als ‘Dame blanche’. Ook maakte ze haar opwachting in het programma Behind The Mask Daarnaast was ze actief als online presentatrice voor Radio 2 Zomerhit en werkte ze mee aan programma’s zoals De Tafel van Gert en Iedereen beroemd. In 2025 was ze te zien in Een echte job, waarin ze na een snelcursus verpleegkunde meedraaide op de afdeling traumatologie. Naast haar televisieactiviteiten heeft ze ervaring opgedaan in de radiowereld, onder andere door samen met Kawtar Ehlalouch het programma Club Kawtar op MNM te presenteren. 

## Persoonlijk
Ze is de dochter van Koen Wauters en Valerie De Booser, het nichtje van Kris Wauters en de zus van Nono Wauters. 

## Filmografie

### Televisie
- 2025 - VRT Zomerhit , als zichzelf
- 2025 - Iedereen Zomert , als zichzelf
- 2025 - 96 frames , als Noah
- 2025 -  Een echte job, als zichzelf
- 2025 - Eurosong , als zichzelf
- 2024 - Warmste Week, als zichzelf
- 2024 - Behind The Mask, als zichzelf
- 2024 - The Masked Singer, als Dame blanche (seizoen 4)
- 2024 - Kom op tegen Kanker, alles in de strijd, als zichzelf
- 2024 - De Tafel Van Gert, als zichzelf
- 2024 - De dag van vandaag, als zichzelf
- 2023-heden - Radio 2 Zomerhit, als online presentator
- 2020, 2022 - Latem Leven, als zichzelf
- 2020 - Het gala van de gouden K's, als presentatrice editie: 2020
- 2019 - Groeten uit..., als zichzelf
- 2019 - Make Belgium Great Again, als gast
- 2019 - Dierendetectives, samen met Junes Callaert
- 2018-heden - Heroes with a Tail: The Animal Detectives, als Lina
- 2018 - Gert Late Night, als gast
- 2018 - Wat een jaar!, als zichzelf
- 2016 - Olly Wannabe, als zichzelf

### Film
- 2018 - Niet schieten, als Rebecca Van de Steen

### YouTube
- 2016 - Zita
- 2019 - Zita vlogt
- 2020 - Zita Zieta Zitten

## Musical
- 2016 - Kadanza Together

- MusicBrainz: c8264433-f3fb-452d-99a7-74be3c023120